# 大村純毅
大村 純毅（おおむら すみたけ、1903年（明治36年）4月11日 - 1974年（昭和49年）4月17日）は、日本の昭和時代の華族、陸軍軍人、政治家（大村市長）。大村家第27代当主。

## 生涯
父大村純英が陸軍軍人として赴任中の静岡県静岡市で誕生、ほどなく東京へ移る。
学習院中等科より陸軍中央幼年学校へ入り、1924年（大正13年）7月に陸軍士官学校本科卒業（第36期）。同年10月に砲兵少尉任官。以後、砲兵部隊中心に軍歴を重ねる。最終的には野戦重砲第八連隊付を経て中佐に昇進した。1933年（昭和8年）6月、父の死没に伴い伯爵を襲爵。終戦後、1945年（昭和20年）12月1日に予備役編入。
1946年（昭和21年）大村に移住。翌1947年（昭和22年）に空襲で焼け残った蔵書を大村市に寄贈する。同年10月に大村市立図書館が開館する際の蔵書の母体の一つとなった。この間、1949年（昭和24年）には当時逃亡中だった陸軍士官学校同期生の辻政信を一時庇護したことがある。
1952年（昭和27年）12月、大村市長選に出馬し当選。以後4期16年間市長を務めた。1968年（昭和43年）12月、4期目の任期満了に伴い市長を退任。1974年4月17日、胃がんのため死去した（71歳）。死没直前の同年3月11日、大村市名誉市民受賞が贈られた。正四位、勲三等旭日中綬章。

## 親族
旧会津藩主家の松平保男子爵の娘の芳子は妻。墓所は大村市の本経寺。郷土史研究家として活躍している勝田直子は純毅の娘である。ちなみに現当主の大村秀成は直子の子にあたる。

## 関連書籍
- 福田清人・松井保男編『大村純毅伝』大村純毅伝刊行会、1976年。

| 公職          | 公職                                     | 公職                  |
| ------------- | ---------------------------------------- | --------------------- |
| 先代 柳原敏一 | 大村市長 1952年 - 1968年                 | 次代 松本寅一         |
| 日本の爵位    |                                          |                       |
| 先代 大村純英 | 伯爵 （彼杵）大村家第3代 1933年 - 1947年 | 次代 （華族制度廃止） |